# Krzysztof Hołowczyc
Krzysztof Wiesław Hołowczyc (Olsztyn, 1962. június 4. –) lengyel raliversenyző. Az 1997-es európai ralibajnokság győztese.
Első rali-világbajnoki versenyén 1996-ban vett részt. 1997-ben egy Subaru Imprezával megnyerte az erurópai ralibajnokságot. 1995-ben, 1996-ban és 1999-ben lengyel ralibajnok volt.
Pályafutása során tizenkilenc világbajnoki futamon állt rajthoz. A 2009-es lengyel ralin a Stobart Ford gyári csapatának nevezőjeként vett részt. Ezen a versenyen Krzysztof a hatodik helyen zárt, és ez a helyezés három pontot ért számára az egyéni értékelésben. Három pontjával végül a tizenhatodik helyen zárta az összetett értékelést.
2006-óta rendszeres résztvevője a Dakar-ralinak. Legelőkelőbb helyezését 2009-ben érte el, amikor is az ötödik helyen fejezte be a versenyt.

## Főbb sikerei
- Európai ralibajnok: 1997
- Lengyel ralibajnok: 1995, 1996, 1999

## Külső hivatkozások
- Hołowczyc hivatalos honlapja
- Profilja az ewrc.cz honlapon
- Profilja a rallybase.nl honlapon